# Danh sách máy bay dân sự
Dưới đây là danh sách các máy bay dân sự.
Để xem danh sách đầy đủ các máy bay mà không phân biệt mục đích sử dụng, xem Danh sách máy bay.
Danh sách này không đầy đủ, bạn cũng có thể giúp mở rộng danh sách.

## A
- AASI Jetcruzer máy bay vận tải thương gia và tiện ích
- ACAC ARJ21 máy bay dân dụng địa phương 70-100 chỗ
- AEA Explorer máy bay vận tải tiện ích đa vai trò
- Aermacchi AL-60 máy bay hạng nhẹ
- Aermacchi SF.260 máy bay huấn luyện và biểu diễn nhào lộn hạng nhẹ 2 chỗ
- Aerion SBJ máy bay phản lực thương gia siêu âm
- Aero A.10 máy bay dân dụng hai tầng cánh chở 5 hành khách
- Aero A.22 máy bay dân dụng hai tầng cánh chở 2 hành khách
- Aero A.23 máy bay dân dụng hai tầng cánh chở 7 hành khách
- Aero A.34 máy bay hạng nhẹ 2 chỗ
- Aero A.35 máy bay dân dụng chở 5 hành khách
- Aero A.38 máy bay dân dụng chở 8 hành khách
- Aero A.200 máy bay hạng nhẹ
- Aero A.204 nguyên mẫu máy bay dân dụng chở 8 hành khách
- Aero Ae 45 & Ae 145 máy bay hạng nhẹ hai động cơ
- Aero Boero AB-95/115 máy bay tiện ích hạng nhẹ
- Aero Boero AB-150 máy bay tiện ích hạng nhẹ
- Aero Boero AB-180 máy bay tiện ích hạng nhẹ
- Aero Boero AB-210 nguyên mẫu máy bay tiện ích
- Aero Boero 260AG máy bay nông nghiệp
- Aero-Cam Slick 360 máy bay nhào lộn một chỗ
- Aero Commander 100 máy bay hạng nhẹ 4 chỗ
- Aero Commander 500/600 series máy bay tư nhân và thương gia hai động cơ piston hoặc tuabin phản lực cánh quạt
- Aero Commander Jet Commander máy bay phản lực thương gia cỡ trung bình
- Aeronca 7 Champion máy bay hạng nhẹ 2 chỗ
- Aeronca 11 Chief máy bay hạng nhẹ 2 chỗ
- Aero Spacelines Guppy series máy bay vận tải cỡ lớn cánh quạt
- Aérospatiale Alouette II & Lama trực thăng tiện ích hạng nhẹ
- Aérospatiale Alouette III trực thăng tiện ích hạng nhẹ
- Aérospatiale N 262 & Mohawk 298 máy bay dân dụng tuabin cánh quạt tầm gần
- Aerospatiale SA-330 Puma trực thăng hai động cơ nâng cỡ trung bình
- Aerospatiale SA-341/342 Gazelle trực thăng tiện ích
- Aérospatiale AS-350 Écureuil & AS-355 Écureuil 2 trực thăng tiện ích hạng nhẹ
- Aérospatiale SA-360/361/365C Dauphin  trực thăng tiện ích cỡ trung bình
- Aérospatiale SN-601 Corvette máy bay thương gia hạng nhẹ
- Aérospatiale-British Aerospace Concorde máy bay dân dụng siêu âm tầm trung
- Aerokopter AK1-3 "Sanka" trực thăng hạng nhẹ 2 chỗ
- Agusta A109 trực thăng thương gia và tiện ích 2 động cơ
- Agusta A119 Koala trực thăng tiện ích hạng nhẹ
- Ahrens AR 404 máy bay tiện ích 4 động cơ tuabin cánh quạt
- Air Tractor series máy bay nông nghiệp động cơ piston & tua bin cánh quạt
- Airbus A300B2/B4 máy bay dân dụng cỡ lớn tầm trung
- Airbus A300-600 máy bay dân dụng cỡ lớn tầm trung
- Airbus Beluga máy bay vận tải cỡ lớn
- Airbus A310-200 máy bay dân dụng cỡ lớn tầm trung và xa
- Airbus A310-300 máy bay dân dụng cỡ lớn tầm trung và xa
- Airbus A318 máy bay dân dụng địa phương 100 chỗ
- Airbus A319 máy bay dân dụng tầm trung
- Airbus A319CJ máy bay phản lực thương gia cỡ lớn tầm xa
- Airbus A320 máy bay dân dụng tầm trung và gần
- Airbus A321 máy bay dân dụng tầm trung và gần
- Airbus A330-200 máy bay dân dụng cỡ lớn tầm trung và xa
- Airbus A330-300 máy bay dân dụng cỡ lớn tầm trung và xa
- Airbus A340-200 máy bay dân dụng cỡ lớn tầm xa
- Airbus A340-300 máy bay dân dụng cỡ lớn tầm xa
- Airbus A340-500 máy bay dân dụng cỡ lớn tầm rất xa
- Airbus A340-600 máy bay dân dụng cỡ lớn tầm xa
- Airbus A350-800 máy bay dân dụng cỡ lớn tầm xa
- Airbus A350-900 máy bay dân dụng cỡ lớn tầm xa
- Airbus A350-1000 máy bay dân dụng cỡ lớn tầm xa
- Airbus A380 máy bay dân dụng cỡ lớn tầm xa sức chứa lơn
- Air Creation Trike Ultralight máy bay cực nhẹ một chỗ, tầm gần
- Alpha 2000 The Robin R2000 hiện đang sản xuất ở New Zealand
- American Aviation AA-1 Yankee máy bay hạng nhẹ 2 chỗ
- American Aviation AA-1A Trainer máy bay huấn luyện hạng nhẹ 2 chỗ
- American Aviation AA-2 Patriot nguyên mẫu máy bay hạng nhẹ 4 chỗ
- American Champion & Bellanca series máy bay nhào lộn và tiện ích hạng nhẹ 2 chỗ
- Antonov/PZL Mielec An-2 máy bay vận tải tiện ích hai tâng cánh
- Antonov An-10 máy bay tuabin cánh quạt 110 chỗ
- Antonov An-12 máy bay vận tải tuabin cánh quạt
- Antonov An-22 Antheus máy bay vận tải tuabin cánh quạt sức chứa lớn
- Antonov An-24 máy bay tiện ích và dân dụng 44-50 chỗ
- Antonov/PZL Mielec An-28 máy bay tiện ích và dân dụng địa phương
- Antonov An-30 máy bay đo đạc trên không
- Antonov An-38 máy bay tiện ích và dân dụng địa phương
- Antonov An-70 máy bay hàng hóa phản lực cánh quạt hạng nặng
- Antonov An-72 & An-74 máy bay vận tải tiện ích STOL
- Antonov An-124 Ruslan máy bay vận tải hạng nặng
- Antonov An-140 máy bay dân dụng tuabin phản lực cánh quạt 50 chỗ tầm gần
- Antonov An-225 Mriya máy bay vận tải cực lớn
- APM 20 Lionceau máy bay tiện ích cực nhẹ
- APM 30 Lion máy bay tiện ích hạng nhẹ
- Arado S I & S III máy bay huấn luyện 2 chỗ
- Arado SC I máy bay huấn luyện 2 chỗ
- Arado SC II máy bay huấn luyện 2 chỗ
- Arado L I máy bay huấn luyện hạng nhẹ 2 chỗ
- Arado L II máy bay huấn luyện hạng nhẹ 2 chỗ
- Arado V I nguyên mẫu chở bưu phẩm và vẩn chuyển 4 chỗ
- Arado W 2 máy bay huấn luyện thủy phi cơ 2 chỗ
- Armstrong Whitworth Ape máy bay thí nghiệm
- Armstrong Whitworth Argosy máy bay dân dụng hai tầng cánh 3 động cơ
- Armstrong Whitworth Atalanta máy bay dân dụng 4 động cơ 9 chỗ
- Armstrong Whitworth Ensign máy bay dân dụng 4 động cơ 40 chỗ
- Armstrong Whitworth A.W.52 máy bay cánh bay thí nghiệm
- Armstrong Whitworth Argosy máy bay vận tải 4 động cơ tuabin phản lực cánh quạt
- Arrow Sport máy bay hạng nhẹ 2 chỗ
- Arrow Model F máy bay hạng nhẹ 2 chỗ
- ATR ATR-42 máy bay dân dụng địa phương phản lực cánh quạt 42 chỗ
- ATR ATR-72 máy bay dân dụng địa phương phản lực cánh quạt 70 chỗ
- Auster J-1 Autocrat máy bay hạng nhẹ 3 chỗ
- Auster J-1U Workmaster máy bay nông nghiệp
- Auster J-2 Arrow máy bay hạng nhẹ 2 chỗ
- Auster J-3 Atom máy bay hạng nhẹ 2 chỗ
- Auster J-4 máy bay hạng nhẹ 2 chỗ
- Auster Avis nguyên mẫu máy bay tiện ích hạng nhẹ
- Auster Autocar máy bay hạng nhẹ 4 chỗ
- Auster Aiglet Trainer máy bay nhào lộn hạng nhẹ 4 chỗ
- Auster Alpine máy bay hạng nhẹ 4 chỗ
- Auster B.4 nguyên mẫu máy bay vận tải hạng nhẹ
- Auster Agricola máy bay nông nghiệp
- Auster D.4 máy bay hạng nhẹ 2 chỗ
- Avia BH-1 máy bay hạng nhẹ 2 chỗ
- Avia BH-5 máy bay hạng nhẹ 2 chỗ
- Avia BH-9 máy bay hạng nhẹ 2 chỗ
- Avia BH-10 máy bay nhào lộn một chỗ
- Avia BH-12 máy bay hạng nhẹ 2 chỗ
- Avia BH-16 máy bay hạng nhẹ một chỗ
- Avia BH-20 máy bay huấn luyện 2 chỗ
- Avia BH-25 máy bay dân dụng 2 tầng cánh
- Avia 14 máy bay dân dụng 28 chỗ
- Aviat Husky máy bay tiện ích hạng nhẹ 2 chỗ
- Aviat Pitts Special máy bay nhào lộn hai tầng cánh
- Aviation Traders ATL-90 Accountant nguyên mẫu máy bay dân dụng 28 chỗ
- Aviation Traders ATL-98 Carvair máy bay vận tải và tiện ích
- Avro Baby máy bay hạng nhẹ một chỗ
- Avro Avian máy bay hạng nhẹ 2 chỗ
- Avro 618 Ten máy bay dân dụng 10 chỗ
- Avro 652 máy bay dân dụng 4 chỗ
- Avro York máy bay dân dụng và vận tải 4 động cơ
- Avro Tudor máy bay dân dụng 4 động cơ
- Avro 748 (còn gọi là. HS 748 & BAe 748) máy bay dân dụng 50 chỗ
- Avro RJ Series Xem British Aerospace BAe 146
- Avro Canada Jetliner nguyên mẫu máy bay dân dụng phản lực
- Ayres Let L 610 máy bay dân dụng địa phương 40 chỗ
- Ayres Thrush & Rockwell Thrush Commander máy bay nông nghiệp

## B
- Đầu
- A
- Ă
- Â
- B
- C
- D
- Đ
- E
- F
- G
- H
- I
- J
- K
- L
- M
- N
- O
- P
- Q
- R
- S
- T
- U
- Ư
- V
- W
- X
- Y
- Z
- Xem thêm
- Tham khảo

- BAC One-Eleven máy bay dân dụng tầm gần
- Baade B-152 cũng được biết đến như Dresden 152 là máy bay dân dụng phản lực đầu tiên của Đức
- Beagle Airedale máy bay hạng nhẹ 4 chỗ
- Beagle D5 Husky máy bay hạng nhẹ
- Beagle Pup máy bay hạng nhẹ
- Beagle Terrier máy bay hạng nhẹ 3 chỗ
- Beagle B.206 máy bay hạng nhẹ
- Bede BD-1 thiết kế nguyên mẫu
- Bede BD-5 máy bay thể thao một chỗ
- Beechcraft Model 17 Staggerwing máy bay hạng nhẹ
- Beechcraft Model 18 Twin Beech  máy bay tiện ích hạng nhẹ
- Beechcraft Model 19 Musketeer máy bay hạng nhẹ 4 chỗ
- Beechcraft Model 23 Sundowner máy bay hạng nhẹ 4 chỗ
- Beechcraft Model 24 Sierra máy bay hạng nhẹ 4 chỗ
- Beechcraft Model 33, 35 & 36 Bonanza máy bay hạng nhẹ 4 và 6 chỗ
- Beechcraft Model 50 Twin Bonanza máy bay thương gia
- Beechcraft Model 55, 56 & 58 Baron máy bay thương gia
- Beechcraft Model 60 Duke máy bay tiện ích
- Beechcraft Model 65, 70, 80, 85 & 88 Queen Air máy bay tiện ích, vận tải, cứu thương
- Beechcraft Model 76 Duchess máy bay hạng nhẹ
- Beechcraft Model 77 Skipper máy bay huấn luyện 2 chỗ
- Beechcraft Model 90 King Air máy bay dân dụng 6-10 chỗ, cứu thương, vận tải
- Beechcraft Model 95 Travel Air máy bay hạng nhẹ
- Beechcraft Model 99 Airliner máy bay dân dụng 19 chỗ
- Beechcraft Model 100 King Air máy bay dân dụng 8-12 chỗ, cứu thương, vận tải
- Beechcraft Model 200 (Super) King Air máy bay dân dụng 8-12 chỗ, cứu thương, vận tải, đo đạc trên không
- Beechcraft Model 300 (Super) King Air máy bay dân dụng 8-14 chỗ, cứu thương, vận tải, đo đạc trên không
- Beechcraft Model 1300 Airliner máy bay dân dụng 13 chỗ
- Beechcraft Model 1900 Airliner máy bay thương gia và vận tải địa phương 19 chỗ
- Beechcraft Model 400 Beechjet máy bay thương gia phản lực hạng nhẹ
- Beechcraft Starship 2000 máy bay vận tải công nghệ cao
- Bell 47 trực thăng tiện ích hạng nhẹ
- Bell 204 & 205 trực thăng tiện ích
- Bell 206 JetRanger trực thăng tiện ích
- Bell 206L LongRanger trực thăng tiện ích
- Bell 212 trực thăng tiện ích
- Bell 214B and 214ST  trực thăng tiện ích
- Bell 222 & 230 trực thăng tiện ích
- Bell 407  trực thăng tiện ích
- Bell 412  trực thăng tiện ích
- Bell 427  trực thăng tiện ích
- Bell 429  trực thăng tiện ích
- Bell 430  trực thăng tiện ích
- Bell BA 609 máy bay vận tải VTPL
- Bell 206LT TwinRanger & Tridair Gemini ST trực thăng tiện ích
- Beriev Be-30/Be-32 máy bay vận tải vùng và tiện ích
- Beriev Be-103 máy bay lưỡng cư đa chức năng và chữa cháy
- Beriev Be-112 máy bay lưỡng cư đa chức năng và chữa cháy
- Beriev Be-200 máy bay lưỡng cư đa chức năng và chữa cháy
- Beriev Be-2500 máy bay lưỡng cư
- Boeing Model 40 máy bay dân dụng và chở bưu phẩm hai tầng cánh
- Boeing Model 80 máy bay dân dụng 2 tầng cánh
- Boeing Model 221 máy bay chở bưu phẩm
- Boeing 247 máy bay dân dụng cánh quạt
- Boeing 307 Stratoliner máy bay dân dụng cánh quạt
- Boeing 314 Clipper máy bay dân dụng đổ bộ mặt nước
- Boeing 367-80 máy bay vận tải phản lực
- Boeing 377 Stratocruiser máy bay dân dụng cánh quạt
- Boeing 707-100 máy bay dân dụng và vận tải tầm trung và xa
- Boeing 717 máy bay dân dụng tầm trung và gần
- Boeing 720 máy bay dân dụng tầm trung
- Boeing 727-100 máy bay dân dụng tầm trung và gần
- Boeing 727-200 máy bay dân dụng tầm trung và gần
- Boeing 737-100/200 máy bay dân dụng tầm gần
- Boeing 737-300/400/500 máy bay dân dụng tầm trung và gần
- Boeing 737-600/700 máy bay dân dụng tầm trung và gần
- Boeing 737-800/900 máy bay dân dụng tầm trung và gần
- Boeing 747-100 máy bay dân dụng cỡ lớn tầm xa sức chứa lớn
- Boeing 747-200 máy bay dân dụng cỡ lớn tầm xa sức chứa lớn
- Boeing 747-300 máy bay dân dụng cỡ lớn tầm xa sức chứa lớn
- Boeing 747-400 máy bay dân dụng cỡ lớn tầm xa sức chứa lớn
- Boeing 747-8 máy bay dân dụng cỡ lớn tầm xa sức chứa lớn
- Boeing 747SP máy bay dân dụng cỡ lớn tầm xa sức chứa lớn
- Boeing 757-200 máy bay dân dụng tầm trung và xa
- Boeing 757-300 máy bay dân dụng tầm trung và xa
- Boeing 767-200 máy bay dân dụng tầm trung và xa
- Boeing 767-300 máy bay dân dụng tầm trung và xa
- Boeing 767-400 máy bay dân dụng tầm trung và xa
- Boeing 777-200 máy bay dân dụng cỡ lớn tầm xa và rất xa
- Boeing 777-300 máy bay dân dụng cỡ lớn tầm xa sức chứa lớn
- Boeing 787-3 máy bay dân dụng cỡ lớn tầm trung sức chứa lớn
- Boeing 787-8 máy bay dân dụng cỡ lớn tầm xa và rất xa
- Boeing 787-9 máy bay dân dụng cỡ lớn tầm xa và rất xa
- Boeing Business Jet máy bay thương gia sức chứa lớn tầm xa
- Boeing 2707 dự án máy bay vận tải siêu âm
- Boeing Vertol (Kawasaki) KV 107 trực thăng tiện ích tầm trung
- Boeing Commercial Chinook trực thăng tiện ích và dân dụng tầm trung
- Boeing/MDHS/Hughes 500 trực thăng tiện ích
- Boeing MD 520N trực thăng tiện ích
- Boeing MD 600N trực thăng tiện ích
- Boeing MD Explorer trực thăng tiện ích
- Boeing Stearman máy bay nông nghiệp, tiện ích và thể thao hai tầng cánh
- Bombardier BD-100 Challenger 300 máy bay thương gia
- Bombardier CL600 Challenger 600/601/604/605 máy bay thương gia tầm xa
- Bombardier Challenger 850 máy bay thương gia tầm xa
- Bombardier Global 5000 máy bay thương gia tầm xa sức chứa lớn
- Bombardier BD-700 Global Express máy bay thương gia tầm rất xa, tốc độ cao, sức chứa lớn
- Bombardier Learjet 40 máy bay thương gia
- Bombardier Learjet 45 máy bay thương gia
- Bombardier Learjet 55 & 60 máy bay thương gia
- Brantly B-2 & 305 trực thăng tiện ích
- Bristol 167 Brabazon máy bay dân dụng tầm xa
- Bristol 170 Freighter máy bay vận tải/tiện ích tầm xa
- Bristol 175 Britannia máy bay dân dụng tầm xa
- British Aerospace Jetstream 31 máy bay dân dụng vùng 18 chỗ
- British Aerospace Jetstream 41 máy bay dân dụng vùng 29 chỗ
- British Aerospace/Hawker Siddeley 748 máy bay dân dụng vùng
- British Aerospace ATP máy bay dân dụng vùng
- British Aerospace BAe 125 máy bay thương gia
- British Aerospace BAe 146 máy bay dân dụng vùng
- Britten-Norman BN-2 Islander máy bay dân dụng và vận tải tiện ích
- Britten-Norman BN-2A Mk III Trislander máy bay dân dụng

## C
- Đầu
- A
- Ă
- Â
- B
- C
- D
- Đ
- E
- F
- G
- H
- I
- J
- K
- L
- M
- N
- O
- P
- Q
- R
- S
- T
- U
- Ư
- V
- W
- X
- Y
- Z
- Xem thêm
- Tham khảo

- Canadair CL-215 & Canadair CL-415 máy bay lưỡng cư tiện ích và chữa cháy
- Canadair CL-44& Yukon  Medium to long range airliner and freighter
- Canadair CL-600 Challenger 600  Medium to long range widebody corporate jet
- Canadair CL-600 Challenger 601 & 604  Long range widebody corporate jets
- Canadair CL-600 Regional Jet CRJ-100 & 200  Regional jet airliner
- Canadair CL-600 Regional Jet CRJ-700  70 seat regional jet airliner
- CAP Aviation CAP-10/20/21/230/231/232  Single and two seat aerobatic light aircraft
- CASA C212 Aviocar STOL turboprop regional airliner and utility transport
- CASA/IPTN CN235  Utility transport and 45 seat regional airliner
- Cessna 120
- Cessna 140
- Cessna 150 & Cessna 152  Máy bay hai tầng cánh, hai chỗ ngồi nhẹ, dùng để dự lịch và training
- Cessna 170  Máy bay hai tầng cánh, bốn chỗ ngồi nhẹ
- Cessna 162 Skycatcher  Máy bay thể thao hai chỗ ngồi
- Cessna 172 Skyhawk
- Cessna 175 Skylark
- Cessna 177 Cardinal and Cardinal RG  Máy bay bốn chỗ ngồi nhẹ
- Cessna 180 & 185 Máy bay 4 tới 8 chỗ ngồi siêu nhẹ
- Cessna 182 Máy bay 4 chỗ ngồi
- Cessna 188 AGwagon, AGpickup, AGtruck, and AGhusky series of agricultural aircraft
- Cessna 205, 206 & 207  Máy bay 6 chỗ ngồi
- Cessna 208 Caravan I, Grand Caravan & Cargomaster  Single turboprop utility transport
- Cessna 210 Centurion  High performance four to six seat light aircraft
- Cessna 310 & 320 Skynight Four to six seat light piston twins
- Cessna 336 & 337 Skymaster  Six seat light piston twins
- Cessna 340 & 335  Six seat business twins
- Cessna 350 & 400 Four seat high performance light aircraft
- Cessna 404 Titan  Ten place corporate, commuter and freighter transport
- Cessna 411, 401 & 402  Freighter, 10 seat commuter, or six to eight seat business twins
- Cessna 421 & 414  Pressurised six to eight seat cabin twins
- Cessna 500 & 501 Citation, Citation I & Citation I/SP  Light corporate jets
- Cessna 550 Citation II & 551 Citation II & Bravo  Light corporate jets
- Cessna 560 Citation V, Ultra & Ultra Encore  Small to midsize corporate jet
- Cessna 560XL Citation Excel  Small to mid size corporate jet
- Cessna 650 Citation III, VI & VII  Medium size corporate jets
- Cessna 680 Citation Sovereign  Mid size corporate jet
- Cessna Citation X  Long range, high speed, mid size corporate jet
- Cessna 850 Citation Columbus  Large cabin, intercontinental corporate jet
- Cessna CitationJet, CJ1, CJ2, CJ3, & CJ4   Light corporate jets
- Cessna Corsair, Caravan II  Turboprop powered executive transports
- Cessna Conquest, Conquest I & II Turboprop powered executive transports
- Cessna T303 Crusader  Six seat corporate and utility transport
- Chichester-Miles Leopard  High performance jet powered four seat light aircraft
- Cirrus SR20/22  Four seat high performance light aircraft
- Citabria series of tandem 2 seat high wing, aerobatic, utility and STOL aircraft
- Christen Eagle, aerobatic kit aircraft, based on Pitts Special
- Commander 114B  Four seat high performance light aircraft
- Conroy CL-44-0 Skymonster Large freighter
- Convair 240/340/440  Short haul commercial transports
- Convair CV-540/580/600/640/5800  Short haul turboprop converted commercial ransports
- Convair 880  CV-880/880M Short/Medium range jetliner
- Convair 990  CV-990/990A Medium range jetliner
- Curtiss C46 Commando  Freighter

## D
- Đầu
- A
- Ă
- Â
- B
- C
- D
- Đ
- E
- F
- G
- H
- I
- J
- K
- L
- M
- N
- O
- P
- Q
- R
- S
- T
- U
- Ư
- V
- W
- X
- Y
- Z
- Xem thêm
- Tham khảo

- Dassault Falcon 2000  Transcontinental range mid to large size corporate jet
- Dassault Falcon 50  Long range mid size corporate jet
- Dassault Falcon 900 Large transcontinental range corporate jet
- Dassault Falcon 7X Large transcontinental range corporate jet
- Dassault Mercure Short to medium range narrowbody jet
- Dassault Mystère/Falcon 10 & 100  Light corporate jet
- Dassault Mystère/Falcon 20 & 200  Mid size corporate jet and multirole utility transport
- De Havilland Canada DHC-1 Chipmunk  Two seat light aircraft
- De Havilland Canada DHC-2 Beaver  STOL utility transport
- De Havilland Canada DHC-3 Otter  STOL utility transport
- De Havilland Canada DHC-4 Caribou  STOL utility transport
- De Havilland Canada DHC-5 Buffalo  STOL utility transport
- De Havilland Canada DHC-6 Twin Otter  STOL turboprop regional airliner and utility transport
- De Havilland Canada Dash 7  STOL Four turboprop regional airliner
- De Havilland Canada DHC-8-100/200  Twin turboprop regional airliner
- De Havilland Canada DHC-8-300   Twin turboprop regional airliner
- De Havilland Canada DHC-8-400  70 seat Twin turboprop regional airliner
- De Havilland Comet the world's first commercial jet airliner
- De Havilland DH.86 1930's biplane airliner
- De Havilland DH.89 Dragon Rapide 1930's biplane airliner
- De Havilland DH.104 Dove  Eight seat commuter airliner and executive transport
- De Havilland DH.114 Heron  14 seat commuter airliner
- De Havilland DH.82 Tiger Moth  Two seat biplane light aircraft
- Diamond DA20 Two seat light aircraft and basic trainer
- Dornier Do 27  Four to six seat STOL utility light aircraft
- Dornier Do 28 & 128  STOL utility transports
- Dornier Do 228 turboprop utility aircraft
- Dornier Do 328 turboprop and turbojet aircraft
- Douglas DC-1 Short range airliner and utility transport
- Douglas DC-2 Short range airliner and utility transport
- Douglas DC-3 Short range airliner and utility transport
- Douglas DC-4  Piston engined airliner and freighter
- Douglas DC-5  Piston engined airliner and freighter
- Douglas DC-6  Piston engined airliner and freighter
- Douglas DC-7  Piston engine airliner and freighter
- Douglas DC-8 Series 10 to 50  Medium to long range airliner and freighter
- Douglas DC-8 Super 60 & 70 Series  Long range medium capacity airliner and freighter
- Douglas DC-9
- Douglas DC-10

## E
- Đầu
- A
- Ă
- Â
- B
- C
- D
- Đ
- E
- F
- G
- H
- I
- J
- K
- L
- M
- N
- O
- P
- Q
- R
- S
- T
- U
- Ư
- V
- W
- X
- Y
- Z
- Xem thêm
- Tham khảo

- Eclipse 500 American Very Light Jet
- Edgley Optica British light aircraft
- EH Industries EH 101  Commuter, offshore oil rig support & utility helicopter
- Embraer EMB 110 Bandeirante 15-18 seat turboprop multi-purpose aircraft
- Embraer EMB 120 Brasilia 30 seat turboprop regional airliner
- Embraer EMB 121 Xingu 8-9 seat turboprop multi-purpose aircraft
- Embraer/FMA CBA 123 Vector 19 seat turboprop regional airliner
- Embraer ERJ 135 37 seat regional jet airliner
- Embraer ERJ 140 45 seat regional jet airliner
- Embraer ERJ 145 50 seat regional jet airliner
- Embraer 170 70 seat medium range jet airliner
- Embraer 175 78 seat medium range jet airliner
- Embraer 190 98 seat medium range jet airliner
- Embraer 195 108 seat medium range jet airliner
- Embraer Lineage 1000 corporate jet based on the Embraer 190 platform
- Embraer Legacy 600 corporate jet based on the Embraer ERJ 145 platform
- Embraer Phenom 100 very light corporate jet
- Embraer Phenom 300 light corporate jet
- Enstrom F-28/280/480  Three and five seat light helicopters
- ERCO Ercoupe and derivatives  Two-seat light aircraft
- Eurocopter Super Puma  Medium lift utility helicopter
- Eurocopter Ecureuil  Light utility helicopter
- Eurocopter AS-355 Ecureuil 2  Twin engined light utility helicopter
- Eurocopter AS-365N Dauphin 2 & EC-155  Twin engine mid sized utility helicopter
- Eurocopter BO 105 & EC Super Five  Five place multi purpose light utility helicopter
- Eurocopter Colibri  Five place light utility helicopter
- Eurocopter EC-135/635  Seven place light twin turbine utility helicopter
- MBB/Kawasaki BK117  Twin engine utility helicopter
- Exec 162F Two-seat kit helicopter, manufactured by RotorWay International
- Extra 230, 300 & 200  Unlimited competition aerobatic aircraft

## F
- Đầu
- A
- Ă
- Â
- B
- C
- D
- Đ
- E
- F
- G
- H
- I
- J
- K
- L
- M
- N
- O
- P
- Q
- R
- S
- T
- U
- Ư
- V
- W
- X
- Y
- Z
- Xem thêm
- Tham khảo

- Fairchild (Swearingen) Merlin  Turboprop corporate transport
- Fairchild Aerospace 228  15-19 seat regional airliner and STOL utility transport
- Fairchild Aerospace 328  30 seat regional turboprop airliner
- Fairchild Aerospace 328JET & 428JET  32 seat regional jet airliner
- Fairchild Aerospace Metro II, III & 23  19 seat regional airliner
- FFA AS-202 Bravo  Two seat basic trainer and aerobatic light aircraft
- Fokker 50  Turboprop regional airliner
- Fokker 70  70 seat regional jetliner
- Fokker F100  100 seat regional jet
- Fokker F27 & Fairchild F-27 & FH-227  Regional airliners
- Fokker F-28 Fellowship  Regional jet airliner
- Fokker F-VII
- Ford Trimotor
- Four Winds FX-210 Four seat light aircraft
- Fuji FA200 Aero Subaru  Four seat light aircraft

## G
- Đầu
- A
- Ă
- Â
- B
- C
- D
- Đ
- E
- F
- G
- H
- I
- J
- K
- L
- M
- N
- O
- P
- Q
- R
- S
- T
- U
- Ư
- V
- W
- X
- Y
- Z
- Xem thêm
- Tham khảo

- GAF N22 & N24 Nomad STOL utility transport
- Gippsland GA200 "Fatman" Two seat agricultural aircraft
- Gippsland GA8 "Airvan" Eight seat utility light aircraft
- Grob G 115  Two seat basic and aerobatic trainer
- Grob GF 200  Four seat high performance light aircraft
- Grumman American AA-1B Trainer Two seat light aircraft
- Grumman American AA-5 Traveler, Tiger & Cheetah  Four seat light aircraft
- Grumman G-1159 Gulfstream II/III  Long range large corporate jet
- Grumman G-159 Gulfstream I  Corporate transport and regional airliner
- Grumman G-164 Ag-Cat  Biplane agricultural aircraft
- Grumman G-21 "Goose" Eight seat utility amphibian
- Grumman G-44  "Widgeon" Light utility amphibian
- Grumman G-73 "Mallard" Ten seat utility amphibious transport
- Grumman HU-16 "Albatross" Amphibious airliner and light utility transport
- Gulfstream American GA-7 Cougar four place light twin-engined aircraft
- Gulfstream Aerospace Gulfstream IV G-IV  Long range large corporate transport
- Gulfstream Aerospace Gulfstream V G-V  Ultra long range large corporate transport
- Gulfstream Aerospace Jetprop & Turbo Commander  Twin turboprop utility and corporate transports

## H
- Đầu
- A
- Ă
- Â
- B
- C
- D
- Đ
- E
- F
- G
- H
- I
- J
- K
- L
- M
- N
- O
- P
- Q
- R
- S
- T
- U
- Ư
- V
- W
- X
- Y
- Z
- Xem thêm
- Tham khảo

- Handley Page Type W
- Handley Page Herald  Turboprop airliner and freighter
- Handley Page Jetstream  12 seat regional turboprop airliner
- Harbin Y-11/12  Commuter airliners and utility transports
- Harmon Mister America
- Hawker Siddeley H.S.125-1/2/3/400/600  Mid-size corporate jet
- Hawker Siddeley HS 748 (còn gọi là. Avro 748)
- Hawker Siddeley Trident-1/1E/2C/3B Short/Medium range airliner.
- Helio Courier  Four/six place STOL utility light aircraft
- Hiller UH-12  Light utility helicopter
- Hindustan Advanced Light Helicopter  Medium utility helicopter
- Honda HA-420 HondaJet  Light corporate jet

## I
- Đầu
- A
- Ă
- Â
- B
- C
- D
- Đ
- E
- F
- G
- H
- I
- J
- K
- L
- M
- N
- O
- P
- Q
- R
- S
- T
- U
- Ư
- V
- W
- X
- Y
- Z
- Xem thêm
- Tham khảo

- IAI Arava  STOL utility transport
- IAI Westwind  Small to mid size corporate jet
- Ilyushin Il-14  Short range airliner and utility transport
- Ilyushin Il-18  Medium range turboprop airliner
- Ilyushin Il-62  Medium to long range medium capacity airliner
- Ilyushin Il-76  Medium to long range passenger
- Ilyushin Il-76TF Medium to long range freighter
- Ilyushin Il-76MD
- Ilyushin Il-76MF
- Ilyushin Il-76MK
- Ilyushin Il-76TF
- Ilyushin Il-86  Medium range widebody airliner
- Ilyushin Il-96 Long range widebody airliner
- Ilyushin Il-96-300 Medium range widebody airliner
- Ilyushin Il-96-400 Medium range widebody airliner
- Ilyushin Il-96T Medium to long range freighter
- Ilyushin Il-96-400T Medium to long range freighter
- Ilyushin Il-112B
- Ilyushin Il-103  Two and five seat light aircraft
- Ilyushin Il-114  Turboprop regional airliner
- Ilyushin Il-114-100 Medium to long range passenger
- Ilyushin MC-21
- Ilyushin Il-MTC
- IPTN N-250  64/68 seat turboprop regional airliner
- Israel IAI-1125 Astra/Gulfstream G100  Small to mid size corporate jet
- Israel IAI-1126 Galaxy/Gulfstream G200  Super mid size corporate transport

## J
- Đầu
- A
- Ă
- Â
- B
- C
- D
- Đ
- E
- F
- G
- H
- I
- J
- K
- L
- M
- N
- O
- P
- Q
- R
- S
- T
- U
- Ư
- V
- W
- X
- Y
- Z
- Xem thêm
- Tham khảo

- Junkers Ju 52

## K
- Đầu
- A
- Ă
- Â
- B
- C
- D
- Đ
- E
- F
- G
- H
- I
- J
- K
- L
- M
- N
- O
- P
- Q
- R
- S
- T
- U
- Ư
- V
- W
- X
- Y
- Z
- Xem thêm
- Tham khảo

- Kamov Ka-226  Medium size utility helicopter
- Kaman K-1200 K-Max  Aerial crane and utility helicopter
- Kamov Ka-26 & Ka-226  Light twin engine utility and training helicopter
- Kamov Ka-32  Medium size utility helicopter
- Kamov Ka-50  Attack helicopter
- Kamov Ka-52  Attack helicopter
- Kestrel K250  Four to six place light aircraft

## L
- Đầu
- A
- Ă
- Â
- B
- C
- D
- Đ
- E
- F
- G
- H
- I
- J
- K
- L
- M
- N
- O
- P
- Q
- R
- S
- T
- U
- Ư
- V
- W
- X
- Y
- Z
- Xem thêm
- Tham khảo

- Lake LA4, Buccaneer & Renegade  Four/six place amphibious light aircraft
- Lancair LC-40 Columbia 300/350/400  High performance four seat light aircraft
- Lear Jet 23, 24, 25, 28 & 29  Light corporate jets
- Learjet 35, 36 and Learjet 31  Light corporate jets
- Let L-40 MetaSokol  Three/four seat light aircraft
- Let L-410 & L-420  19 seat turboprop regional airliners
- Let L-610 40 seat turboprop regional airliners
- Let L-200 Morava  Four/five seat light twin
- Lockheed C-130 Hercules  Medium range freighter
- Lockheed JetStar  Large size corporate jet
- Lockheed L-100 Hercules  Medium range freighter
- Lockheed Constellation Long range piston engine airliner
- Lockheed L-1011 TriStar 1/50/100/150/200/250  Medium to long range widebody airliner
- Lockheed L-1011 TriStar 500  Long range widebody airliner
- Lockheed L-188 Electra  Turboprop airliner and freighter
- Luscombe Model 8 Silvaire  Two seat light aircraft
- Luscombe Spartan  Four seat light aircraft

## M
- Đầu
- A
- Ă
- Â
- B
- C
- D
- Đ
- E
- F
- G
- H
- I
- J
- K
- L
- M
- N
- O
- P
- Q
- R
- S
- T
- U
- Ư
- V
- W
- X
- Y
- Z
- Xem thêm
- Tham khảo

- MA60  Turboprop regional aircraft, from China
- Martin 2-0-2  35- to 43-seat twin piston engined regional airliner
- Martin 4-0-4  40-seat twin piston engined regional airliner
- Maule M-4 to M-7  4-5 seat STOL capable light aircraft
- McDonnell Douglas DC-10 & Boeing MD-10  Medium to long range widebody airliner
- McDonnell Douglas DC-9-10/20/30  Short range airliners
- McDonnell Douglas DC-9-40/50  Short to medium range airliners
- McDonnell Douglas MD-11  Long range widebody airliner
- McDonnell Douglas MD-81/82/83/88  Short to medium range airliner
- McDonnell Douglas MD-87  Short to medium range airliner
- McDonnell Douglas MD-90  Short to medium range airliner
- MDM-1 Fox  Two-seat aerobatic glider
- Mil Mi-8/17 Medium lift utility helicopters
- Mil Mi-26  Ultra heavy lift utility helicopter
- Mil Mi-34  Two/four place light helicopter
- Millicer M10 AirTourer  Two seat aerobatic capable light aircraft
- Mitsubishi MU-2 Twin turboprop utility transport
- Mooney M-20 to M-20G  Four seat high performance light aircraft
- Mooney M-20J to M-20S  High performance four seat light aircraft
- Mudry CAP10B (còn gọi là CAP-10) Two-seat side-by-side aerobatic trainer/competitor

## N
- Đầu
- A
- Ă
- Â
- B
- C
- D
- Đ
- E
- F
- G
- H
- I
- J
- K
- L
- M
- N
- O
- P
- Q
- R
- S
- T
- U
- Ư
- V
- W
- X
- Y
- Z
- Xem thêm
- Tham khảo

- NAL Saras Regional turboprop airliner (India) built by Hindustan aeronautics and NAL
- NAMC YS-11  Twin turboprop regional airliner
- Noorduyn Norseman  10 place utility transport
- North American Rockwell 100 Darter/Lark Commander  Four seat light aircraft
- North American/Ryan Navion  High performance four/five seat light aircraft

## O
- Đầu
- A
- Ă
- Â
- B
- C
- D
- Đ
- E
- F
- G
- H
- I
- J
- K
- L
- M
- N
- O
- P
- Q
- R
- S
- T
- U
- Ư
- V
- W
- X
- Y
- Z
- Xem thêm
- Tham khảo

- Omega Aircraft New all metal Microlight LSA VLA Two Seater Low wing

## P
- Đầu
- A
- Ă
- Â
- B
- C
- D
- Đ
- E
- F
- G
- H
- I
- J
- K
- L
- M
- N
- O
- P
- Q
- R
- S
- T
- U
- Ư
- V
- W
- X
- Y
- Z
- Xem thêm
- Tham khảo

- Pacific Aerospace CT-4 Airtrainer  Two/three seat basic trainer
- Pacific Aerospace Fletcher FU-24 Agricultural aircraft
- Pacific Aerospace Cresco Agricultural & Utility Aircraft
- Pacific Aerospace 750XL Utility Aircraft
- Partenavia P.68  Six/seven place light twin
- Piaggio P-166  Commuter airliner and utility transport
- Piaggio P.180 Avanti  Twin turboprop executive transport
- Pilatus PC-12  Utility, regional airliner and corporate turboprop
- Pilatus PC-6 Porter & Turbo Porter  STOL utility transport
- Piper Aerostar  Six seat high performance light twin
- Piper Cub  Two seat light aircraft
- Piper PA-18 Super Cub  Two seat utility light aircraft
- Piper PA-20 Pacer & PA-22 Tri-Pacer, Caribbean & Colt  Two and four seat light aircraft
- Piper PA-23 Apache & Aztec  Four seat light twins
- Piper PA-24 Comanche  Four seat high performance light aircraft
- Piper PA-25 Pawnee Agricultural aircraft
- Piper PA-28 Cherokee Series Two and four seat light aircraft
- Piper PA-28R Cherokee Arrow  Four seat light aircraft
- Piper PA-30/39 Twin Comanche  Six seat light twin
- Piper PA-31 Chieftain/Mojave/T-1020/T-1040  Eight/ten seat corporate transport and commuter airliner
- Piper PA-31 Navajo/Pressurized Navajo  Six/eight seat corporate transport and commuter airliner
- Piper PA-31T Cheyenne Twin turboprop corporate transports
- Piper PA-32 Cherokee Six, Lance & Saratoga. Six seat high performance light aircraft
- Piper PA-34 Seneca  Six place light twin
- Piper PA-36 Pawnee Brave Agricultural aircraft
- Piper PA-38 Tomahawk  Two seat light aircraft and basic trainer
- Piper PA-42 Cheyenne III, IIIA & 400LS  Twin turboprop corporate transports
- Piper PA-44 Seminole  Four seat light twin
- Piper PA-46 Malibu & Malibu Mirage. Six seat high performance light aircraft
- Piper PA-46 Malibu Meridian  Six seat corporate turboprop
- PZL-Mielec M-18 Dromader Ag spraying and firefighter aircraft
- PZL Mielec M-20 Mewa License-built Piper PA-34 Seneca
- PZL Mielec M-28 Skytruck Light utility aircraft
- PZL Świdnik (Mil) Mi-2 Light twin turboshaft utility helicopter
- PZL Świdnik Kania Light twin turboshaft utility helicopter
- PZL Świdnik W-3 Sokół  Mid size twin engine utility helicopter
- PZL Świdnik SW-4 Puszczyk  Light utility helicopter
- PZL Warszawa-Okęcie PZL-104 Wilga  Four seat light utility aircraft
- PZL Warszawa-Okęcie PZL-110/111 Koliber  Four seat light aircraft

## R
- Đầu
- A
- Ă
- Â
- B
- C
- D
- Đ
- E
- F
- G
- H
- I
- J
- K
- L
- M
- N
- O
- P
- Q
- R
- S
- T
- U
- Ư
- V
- W
- X
- Y
- Z
- Xem thêm
- Tham khảo

- Raytheon 390 Premier I  Light corporate jet
- Beechcraft 1900  Regional airliner and corporate transport
- Raytheon Beechcraft Baron  Four or six place business, utility & advanced pilot training twin
- Raytheon Beechcraft Bonanza  Four to six seat high performance light aircraft
- Raytheon Beechcraft King Air 200  Twin turboprop corporate, passenger & utility transport
- Raytheon Beechcraft King Air 300 & 350  Turboprop powered corporate and utility aircraft
- Raytheon Beechcraft King Air 90 & 100  Twin turboprop corporate and utility transport
- Raytheon Hawker 400XP (formerly Beechjet 400)  Light corporate jet
- Raytheon Hawker 800 (formerly BAe 125)  Mid-size corporate jet
- Raytheon Hawker 1000  Mid-size corporate jet
- Raytheon Hawker 4000 Super mid-size corporate jet
- Rearwin Ken-Royce A bi-plane built in 1929 by Rearwin Airplanes
- Rearwin Junior Small high wing monoplane
- Rearwin Speedster A narrow, streamlined airplane powered by Cirrus 90 or Menasco 125 HP
- Rearwin Cloudster A popular enclosed cabin monoplane
- Rearwin Sportster Another popular Rearwin design from the early 1940s
- Rearwin Skyranger A small high-wing airplane somewhat similar to a Cessna
- Republic RC-3 Seabee  Four seat amphibious light aircraft
- Robin DR400 & DR500  Four/five seat light aircraft
- Robin R2000 & Robin HR200  Two seat training and aerobatic light aircraft
- Robin R3000  Two/four seat light aircraft
- Robin Aiglon  Four seat light aircraft
- Robinson R44  Four place piston engined light helicopter
- Robinson R22  Two seat piston engined light helicopter
- Rockwell 500/520/560/680/685/720 Commander  Utility and corporate transports
- Rockwell Commander 112 & 114  Four seat high performance light aircraft
- Rockwell Sabreliner Mid-size corporate jet
- Ruschmeyer R 90  Four seat high performance light aircraft

## S
- Đầu
- A
- Ă
- Â
- B
- C
- D
- Đ
- E
- F
- G
- H
- I
- J
- K
- L
- M
- N
- O
- P
- Q
- R
- S
- T
- U
- Ư
- V
- W
- X
- Y
- Z
- Xem thêm
- Tham khảo

- Saab 2000  50 seat twin turboprop regional airliner
- Saab 340  Twin turboprop regional airliner
- Schweizer 269/300  Light utility helicopter
- Schweizer 330  Light turbine powered utility helicopter
- Scorpion Homebuilt one (and later two) seater helicopter, manufactured by RotorWay International.
- Scottish Aviation Jetstream 12 seat regional turboprop airliner
- Scottish Aviation Twin Pioneer  Utility transport
- Shanghai Y-10 Four-engine medium airliner
- Shorts 330  Regional airliner and utility freighter
- Shorts 360  36 seat regional airliner
- Shorts Belfast  Heavy lift turboprop freighter
- Shorts Skyvan & Skyliner  STOL utility transport and regional airliner
- SIAI-Marchetti S-205/208  Four seat light aircraft
- Sikorsky S-55 & Westland Whirlwind  Mid size utility helicopter
- Sikorsky S-92 Helibus  Medium to heavy lift airliner and utility helicopter
- Sikorsky S-58  Mid size utility helicopter
- Sikorsky S-61L & S61N  Medium lift utility helicopter
- Sikorsky S-62  Mid size utility helicopter
- Sikorsky S-76  Mid size utility helicopter
- Sino Swearingen SJ30-2  Light corporate jet
- Slingsby T-67 Firefly  Two seat basic trainer
- Socata GY-80 Horizon & ST-10 Diplomate  Four seat light aircraft
- Socata MS 180 & MS 250 Morane  Four/five seat light aircraft
- Socata Rallye  Series of two/four seat light aircraft
- Socata Tangara & Gulfstream GA7  Four place light twin
- Socata TB-9/10/20/21/200 Tampico/Tobago/Trinidad  Four/five seat light aircraft
- Socata TBM-700  Single engine corporate turboprop
- SpaceShipOne  Experimental, rocket powered & glider, high altitude, suborbital
- Spartan Executive 7W Single-engine radial luxury business aircraft of the 1930s-1940s
- Sud SE-210 Caravelle  Short range airliner
- Sukhoi Su-26 Single and two seat aerobatic light aircraft
- Su-29 Single and two seat aerobatic light aircraft
- Su-31  Single and two seat aerobatic light aircraft
- Sukhoi Superjet-75  Medium range airliner
- Sukhoi Superjet-85  Medium range airliner
- Sukhoi Superjet-100  Medium range airliner

## T
- Đầu
- A
- Ă
- Â
- B
- C
- D
- Đ
- E
- F
- G
- H
- I
- J
- K
- L
- M
- N
- O
- P
- Q
- R
- S
- T
- U
- Ư
- V
- W
- X
- Y
- Z
- Xem thêm
- Tham khảo

- Taylorcraft series  Two seat light aircraft
- Technoavia SM92 Finist  STOL utility transport
- Toyota TA-1 Prototype single engine, 4-place aircraft
- Transavia Airtruk & Skyfarmer Agricultural aircraft
- Tupolev ANT-20 "Maxim Gorky" - Largest aircraft during the 1930s
- Tupolev Tu-22
- Tupolev Tu-104  Medium range airliner
- Tupolev Tu-114  Long range airliner
- Tupolev Tu-124  Short range airliner
- Tupolev Tu-134  Short range airliner
- Tupolev Tu-144  Supersonic airliner - service withdrawn
- Tupolev Tu-154  Medium range airliner
- Tupolev Tu-204-100 Medium / Long range airliner
- Tupolev Tu-204-120 Medium / Long range airliner
- Tupolev Tu-204-300 Medium / Long range airliner
- Tupolev Tu-214 Medium / Long range airliner
- Tupolev Tu-334 Medium / Long range airliner
- Tupolev Tu-324 Medium / Long range airliner
- Tupolev Tu-414 Medium range airliner
- Tupolev Tu-444 supersonic business jets (proposed)

## V
- Đầu
- A
- Ă
- Â
- B
- C
- D
- Đ
- E
- F
- G
- H
- I
- J
- K
- L
- M
- N
- O
- P
- Q
- R
- S
- T
- U
- Ư
- V
- W
- X
- Y
- Z
- Xem thêm
- Tham khảo

- Vickers VC10  Medium to long range airliner
- Vickers Viscount  Turboprop airliner and freighter
- Vickers Vanguard turboprop airliner
- Victa Aircruiser  Four seat light aircraft
- Victa Airtourer  Two seat light aircraft
- VisionAire Vantage  Entry level single engine corporate jet

## W
- Đầu
- A
- Ă
- Â
- B
- C
- D
- Đ
- E
- F
- G
- H
- I
- J
- K
- L
- M
- N
- O
- P
- Q
- R
- S
- T
- U
- Ư
- V
- W
- X
- Y
- Z
- Xem thêm
- Tham khảo

- Weatherly 201/620 Agricultural aircraft
- White Knight  Experimental jet; high altitude; carry & launch smaller craft

## Y
- Đầu
- A
- Ă
- Â
- B
- C
- D
- Đ
- E
- F
- G
- H
- I
- J
- K
- L
- M
- N
- O
- P
- Q
- R
- S
- T
- U
- Ư
- V
- W
- X
- Y
- Z
- Xem thêm
- Tham khảo

- Yakovlev Yak-18T  Four seat light aircraft
- Yakovlev Yak-40  Regional jet airliner
- Yakovlev Yak-42  Short range airliner
- Yakovlev Yak-52  Two seat light training aircraft
- Yunshuji 5 Chinese variation of Antonov An-2
- Yunshuji 7 Chinese variation of Antonov An-24
- Yunshuji 8 Chinese variation of Antonov An-12
- Yunshuji 10 Chinese variation of Boeing 707 - Development program aborted.
- Yunshuji 12 Chinese variation of De Havilland Canada DHC-6 Twin Otter

## Z
- Đầu
- A
- Ă
- Â
- B
- C
- D
- Đ
- E
- F
- G
- H
- I
- J
- K
- L
- M
- N
- O
- P
- Q
- R
- S
- T
- U
- Ư
- V
- W
- X
- Y
- Z
- Xem thêm
- Tham khảo

- Zivko Edge 540 Unlimited competition aerobatics aircraft
- Zlin Trener & Akrobat  One and two seat aerobatic and training light aircraft
- Zlin Z 42, Z 43, Z 142, Z 242 & Z 143  Two/four seat light aircraft